# اگزینوس
اکزینوس (به انگلیسی: Exynos) یک نسل از سامانه‌های روی تراشه (SoC) مبتنی بر پلت‌فرم پردازنده‌های کم‌مصرف ARM است که توسط شرکت سامسونگ برای کاربرد تلفن‌های هوشمند و تبلت‌ها عرضه شده‌است.
نکته بارز تولید مدل جدید چیپها این است که می‌توان سرعت کلاک پردازنده را کمی تغییر داد و از نظر اثرات گرمایی بهبودهایی را مشاهده کرد.

## فهرست مدل‌ها
| مدل                                                | فناوری ساخت | گونه دستورالعمل پردازنده | سرعت پردازش | پردازنده گرافیکی                                            | فناوری حافظه                                              | سال عرضه          | دستگاه‌های دارای SoC مورد نظر |
| -------------------------------------------------- | ----------- | ------------------------ | --- | ----------------------------------------------------------- | --------------------------------------------------------- | ----------------- | --- |
| Exynos 3 (سابقاً S5PC110, Hummingbird, Exynos 3110) | ۴۵ نانومتری | آرم نسخه ۷               | ۸۰۰ مگاهرتز تا ۱٬۲ گیگاهرتز تک‌هسته‌ای آرم کورتکس-ای۸ | پاور وی‌آر اس‌جی‌اکس۵۴۰ (در فرکانس ۲۰۰ مگاهرتز)                | ۳۲-bit Dual-channel 200 MHz LPDDR, LPDDR2, DDR2           | ۲۰۱۰              | سامسونگ گالکسی اس، نکسوس اس، سامسونگ گالکسی پلیر                                                                                       |
| Exynos 4 Dual 45nm (previously Exynos 4210)        | ۴۵ نانومتری | آرم نسخه ۷               | ۱٬۲ تا ۱٬۴ گیگاهرتز دوهسته‌ای آرم کورتکس-ای۹ | آرم مالی-۴۰۰ (چهارهسته‌ای)                                   | LPDDR2, DDR۲ یا DDR3                                      | ۲۰۱۱              | سامسونگ گالکسی اس۲، سامسونگ گالکسی نوت، سامسونگ گالکسی تب ۷ پلاس، سامسونگ گالکسی تب ۷٬۷ اینچی                                          |
| Exynos 4 Dual 32nm(previously Exynos 4212)         | ۳۲ نانومتری | آرم نسخه ۷               | ۱٬۲ تا ۱٬۴ گیگاهرتز دوهسته‌ای آرم کورتکس-ای۹ | مالی-۴۰۰ (چهارهسته‌ای)                                       | LPDDR, LPDDR2, DDR۲ یا DDR3                               | ۲۰۱۱              | میزو ام‌ایکس |
| Exynos 4 Quad (Internally Exynos 4412)             | ۳۲ نانومتری | آرم نسخه ۷               | ۱٬۴ تا ۱٬۶ گیگاهرتز چهارهسته‌ای آرم کورتکس-ای۹ | مالی-۴۰۰ (چهارهسته‌ای)                                       | ۳۲-bit Dual-channel 400 MHz LPDDR, LPDDR2, DDR۲ یا DDR3   | ۲۰۱۲              | سامسونگ گالکسی اس۳، سامسونگ گالکسی نوت۲، سامسونگ گالکسی نوت ۱۰ اینچی، سامسونگ گالکسی کمرا، لنوو کا۸۶۰، میزو ام‌ایکس۲، گلکسی نوت ۸ اینچی |
| Exynos 5 Dual (previously Exynos 5250)             | ۳۲ نانومتری | آرم نسخه ۷               | ۱٬۷ گیگاهرتز دوهسته‌ای آرم کورتکس-ای۱۵ | مالی-تی۶۰۴ (چهارهسته‌ای)                                     | ۳۲-bit Dual-channel 800 MHz LPDDR3/DDR۳ یا ۵۳۳ MHz LPDDR2 | نیمه دوم ۲۰۱۲     | سامسونگ کروم‌بوک، گوگل نکسوس ۱۰ |
| Exynos 5 Octa (همچنین با نام اگزینوس ۵۴۱۰)         | ۲۸ نانومتری | آرم نسخه ۷               | چهار+چهار هسته (از نوع ARM big.Little)، چهار هسته اصلی ۱٫۶ گیگاهرتز از نوع آرم کورتکس-ای۱۵، چهار هسته ثانوی (هسته‌های کم‌مصرف) ۱٬۲ گیگاهرتز از نوع آرم کورتکس-ای۷ | پاور وی‌آر اس‌جی‌اکس۵۴۴ام‌پی۳ (سه‌هسته‌ای، در فرکانس ۵۳۳ مگاهرتز) |                                                           | سه‌ماهه دوم ۲۰۱۳   | سامسونگ گلکسی اس۴ (در برخی مدل‌ها) |
| Exynos 5 Octa 5420                                 | ۲۸ نانومتری | آرم نسخه ۷               | چهار+چهار هسته (از نوع ARM big.Little)، چهار هسته اصلی ۱٫۹ گیگاهرتز از نوع آرم کورتکس-ای۱۵، چهار هسته ثانوی (هسته‌های کم‌مصرف) ۱٬۳ گیگاهرتز از نوع آرم کورتکس-ای۷ | مالی-تی۶۲۸ (شش‌هسته‌ای، در فرکانس ۶۷۷ مگاهرتز)                |                                                           | سه‌ماهه چهارم ۲۰۱۳ | سامسونگ گلکسی نوت ۳ (در برخی مدل‌ها) |

## رقیب‌ها
- سامانه روی تراشه‌های اپل (A Bionic).
- اسنپدراگون (Snapdragon) از کوالکام.
- تگرا (Tegra) از انویدیا.
- اتم (Atom) از اینتل.
- اوماپ (OMAP) از تگزاس اینسترومنتس.
- هلیو (Helio) و دایمنسیتی (dimensity) از مدیاتک.
- کایرین (kirin) از های‌سیلیکون